# Itapira
Itapira – miasto i gmina w Brazylii, w stanie São Paulo. Znajduje się w mezoregionie Campinas i mikroregionie Mogi Mirim.
W mieście ma siedzibę klub piłkarski SE Itapirense.